# Tomographie par pression acoustique
 (février 2025).
 (juin 2024).
La mise en forme du texte ne suit pas les recommandations de Wikipédia : il faut le « wikifier ».
Les points d'amélioration suivants sont les cas les plus fréquents. Le détail des points à revoir est peut-être précisé sur la page de discussion.
- Les titres sont pré-formatés par le logiciel. Ils ne sont ni en capitales, ni en gras.
- Le texte ne doit pas être écrit en capitales (les noms de famille non plus), ni en gras, ni en italique, ni en « petit »…
- Le gras n'est utilisé que pour surligner le titre de l'article dans l'introduction, une seule fois.
- L'italique est rarement utilisé : mots en langue étrangère, titres d'œuvres, noms de bateaux, etc.
- Les citations ne sont pas en italique mais en corps de texte normal. Elles sont entourées par des guillemets français : « et ».
- Les listes à puces sont à éviter, des paragraphes rédigés étant largement préférés. Les tableaux sont à réserver à la présentation de données structurées (résultats, etc.).
- Les appels de note de bas de page (petits chiffres en exposant, introduits par l'outil «  Source ») sont à placer entre la fin de phrase et le point final[comme ça].
- Les liens internes (vers d'autres articles de Wikipédia) sont à choisir avec parcimonie. Créez des liens vers des articles approfondissant le sujet. Les termes génériques sans rapport avec le sujet sont à éviter, ainsi que les répétitions de liens vers un même terme.
- Les liens externes sont à placer uniquement dans une section « Liens externes », à la fin de l'article. Ces liens sont à choisir avec parcimonie suivant les règles définies. Si un lien sert de source à l'article, son insertion dans le texte est à faire par les notes de bas de page.
- La présentation des références doit suivre les conventions bibliographiques. Il est recommandé d'utiliser les modèles {{Ouvrage}}, {{Chapitre}}, {{Article}}, {{Lien web}} et/ou {{Bibliographie}}. Le mode d'édition visuel peut mettre en forme automatiquement les références.
- Insérer une infobox (cadre d'informations à droite) n'est pas obligatoire pour parachever la mise en page.

Pour une aide détaillée, merci de consulter Aide:Wikification.
Si vous pensez que ces points ont été résolus, vous pouvez retirer ce bandeau et améliorer la mise en forme d'un autre article.
 (juin 2024).

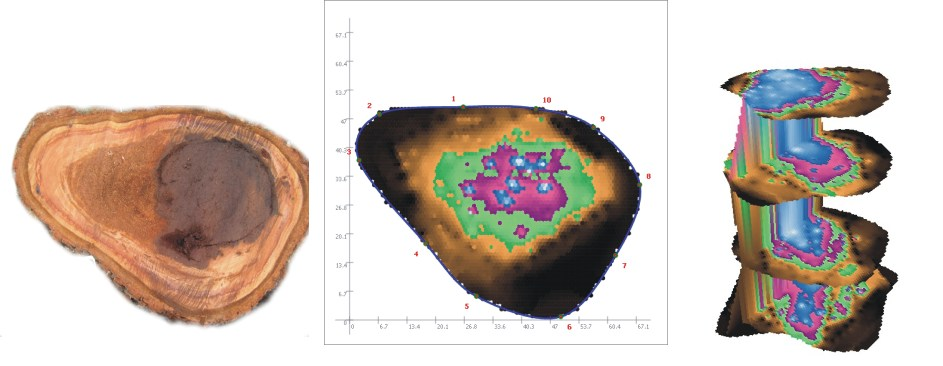
Photo et tomographie par ondes d'un eucalyptus présentant un peu de pourriture. Le bois sain est représenté en couleurs marron. À droite : la visualisation 3D montre l’étendue verticale de la pourriture.

La tomographie acoustique ou par forme d'ondes est une méthode de mesure non destructive permettant de visualiser l'intégrité structurelle d'un objet solide. Il est utilisé pour tester la préservation du bois ou du béton par exemple. Le terme tomographie acoustique fait référence aux sons perceptibles provoqués par les impulsions mécaniques utilisées pour la mesure. Le terme tomographie par forme d'ondes décrit plus précisément la méthode de mesure.

## Caractéristiques
La méthode repose sur des mesures multiples du temps de parcourt des formes d'ondes entre des capteurs connectés à une grille d'échantillonnage bi ou tridimensionnelle. Dans la tomographie par ondes acoustique des arbres ( voir aussi : diagnostic des arbres), des capteurs de type accéléromètre sont fixés dans un ou plusieurs plans autour d'un tronc ou d'une branche et leurs positions sont mesurées. Les impulsions sont induites par des coups de marteau et les temps d'arrivée aux capteurs sont enregistrés.
La vitesse de propagation des impulsions dans les objets solides est en corrélation avec la densité et le module élastique du matériau ( voir aussi : vitesse du son ). Les dommages internes, comme la pourriture ou les fissures, ralentissent les impulsions ou forment des barrières qui rendent la transition des impulsions plus difficile. Cela conduit à des temps de propagation plus longs et est interprété comme une vitesse réduite. La vitesse apparente du son est calculée en divisant la plus petite distance entre les capteurs par le temps de vol entre eux.
Des algorithmes mathématiques spécifiques transforment alors la matrice des vitesses en une image en couleur ou en niveaux de gris (tomogramme) qui permet d'évaluer l'étendue des dommages. La précision de la méthode est limitée par le nombre de capteurs utilisés. La résolution de l'image est inférieure à la tomodensitométrie aux rayons X en raison de la longueur d'onde plus longue des signaux, mais évite les problèmes de rayonnement à haute énergie.
Les appareils utilisés pour réaliser ce genre de mesure sont du type de l'Arbotom, le tomographe acoustique PiCUS et l'Arborsonic 3D.

## Littérature
- Tomikawa, Y., Iwase, Y., Arita, K. et Yamada, H., 1986. Inspection non destructive d'un poteau en bois par tomodensitométrie par ultrasons. Transactions IEEE sur les ultrasons, la ferroélectricité et le contrôle de fréquence, 33 (4), 354-358.
- Turpening, RM, Zhu, Z., Matarese, JR et Lewis, CE, 1999. Appareil d'imagerie acoustique pour arbres et éléments en bois. Brevet WO 99/44050 (27/02/1999)
- Rinn, F. (1999) : Vorrichtung zur Materialuntersuchung. / Dispositif pour le matériel d'enquête. Brevet international PCT/DE00/01467 (1999.05.11).
- Rouille S. ; Göcke, L. (2000) : Un nouveau dispositif tomographique pour les tests non destructifs des arbres sur pied . Dans : Actes du 12e Symposium international sur les essais non destructifs du bois. Université de Hongrie occidentale, Sopron, 13-15 septembre 2000, 233-238.
- Rust, S. (2001) : Baumdiagnose sans Bohren . AFZ-Der Wald 56 : 924-925.
- Rinn, F. (2003) : Technische Grundlagen der Impuls-Tomographie, Baumzeitung (8) : 29-31.
- Rabe, C., Ferner, D., Fink, S., Schwarze, F. (2004) : Détection de la pourriture des arbres avec des ondes de stress et interprétation des tomogrammes acoustiques . Journal arboricole 28 (1/2) : 3–19
- Haaben, C., Sander, C., Hapla, F., 2006 : Untersuchung der Stammqualität verschiedener Laubholzarten mittels Schallimpuls-Tomographie . Holztechnologie 47 (6) : 2–5